# برج پوسکو سانگدو
برج پوسکو سانگدو (انگلیسی: Posco Tower-Songdo) ساختمان اداری ۲۲ طبقه مستقر در شهر اینچئون، کره جنوبی است، که در سال ۲۰۱۱ احداث گردید.